# Jabir ibn 'Abd Allah
Jābir ibn ʿAbd Allāh al-Anṣārī (in arabo جابر بن عبدالله الأنصاري‎?; Medina, 606 – Ctesifonte, 697) è stato un Sahaba.
Jābir ibn ʿAbd Allah ibn ʿAmr ibn Ḥarām al-Anṣārī (in arabo جابر بن عبدالله بن عمرو بن حرام الأنصاري‎?) fu un Compagno medinese del profeta Maometto.

## Biografia

### Infanzia
Jābir b. ʿAbd Allāh nacque a Medina un quindicennio prima dell'Egira (avvenuta nel 622). Apparteneva a una famiglia assai povera della tribù araba dei Banu Khazraj. Sua madre era Nasība bint ʿUqba ibn ʿUddī, cugina paterna del marito ʿAbd Allāh, secondo il consueto "matrimonio preferenziale" in vigore in numerose culture, tra cui quella araba.

### L'età di Maometto
Jābir abbracciò l'Islam quando era ancora un ragazzo.
La sua partecipazione alla Battaglia di Badr è contestata da alcuni storici musulmani ma si ricorda il fatto che egli prese parte a 19 combattimenti (tra cui, secondo altri storici, proprio Badr) sotto il comando di Maometto, di cui era un Compagno in cui il Profeta riponeva grande fiducia. Fu certamente presente alla Conquista di Mecca (Fatḥ Makka).

#### La battaglia di Uhud
Nella battaglia di Uḥud, Jābir - che non era stato autorizzato dal padre, come previsto dalle usanze, a prender parte a quel jihad - partecipò con il solo incarico di abbeverare i guerrieri. Aveva sette sorelle (secondo alcuni, erano nove) e suo padre ʿAbd Allāh volle che egli si prendesse cura di loro mentre egli stesso combatteva. ʿAbd Allāh in quel combattimento trovò la morte con il cognato, ʿAmr ibn al-Jamūḥ.

### L'età di Abū Bakr al-Ṣiddīq
Secondo una tradizione sciita, Jābir avrebbe rifiutato di riconoscere il califfato di Abū Bakr.

### L'età di ʿOmar ibn al-Khaṭṭāb
Più tardi fu minacciato di lapidazione dal califfo ʿOmar se egli lo avesse visto praticare il nikāḥ al-mutʿa (matrimonio a termine). I sapienti sciiti affermano che fosse stata quella la prima volta in cui quell'antico istituto matrimoniale fu vietato dall'Islam sunnita, mentre gli ʿulamāʾ sunniti dichiarano che il divieto fosse stato decretato direttamente dal profeta, al ritorno dalla presa di Khaybar.

### L'età di ʿAlī ibn Abī Ṭālib
Combatté nella battaglia del Cammello, a Ṣiffīn e a Nahrawān}, agli ordini del califfo ʿAlī ibn Abī Ṭālib.

### L'età di Yazīd I
A causa dell'età avanzata, Jābir non poté partecipare alla battaglia di Kerbala (10 ottobre 680), in cui il nipote di Maometto, al-Husayn ibn 'Ali, trovò la morte per mano omayyade con tutta la sua famiglia, salvo il figlio ʿAlī b. al-Ḥusayn Zayn al-ʿĀbidīn.

### L'età di ʿAbd al-Malik
Durante il califfato dell'omayyade ʿAbd al-Malik b. Marwān, Jābir fu avvelenato (a detta dello Sciismo) dal governatore al-Hajjaj ibn Yusuf e inumato a Ctesifonte, presso Baghdad, sulle rive del fiume Tigri. Morì nel 697 (78 AH) all'età di 94 anni.